# Penisola del Tajmyr

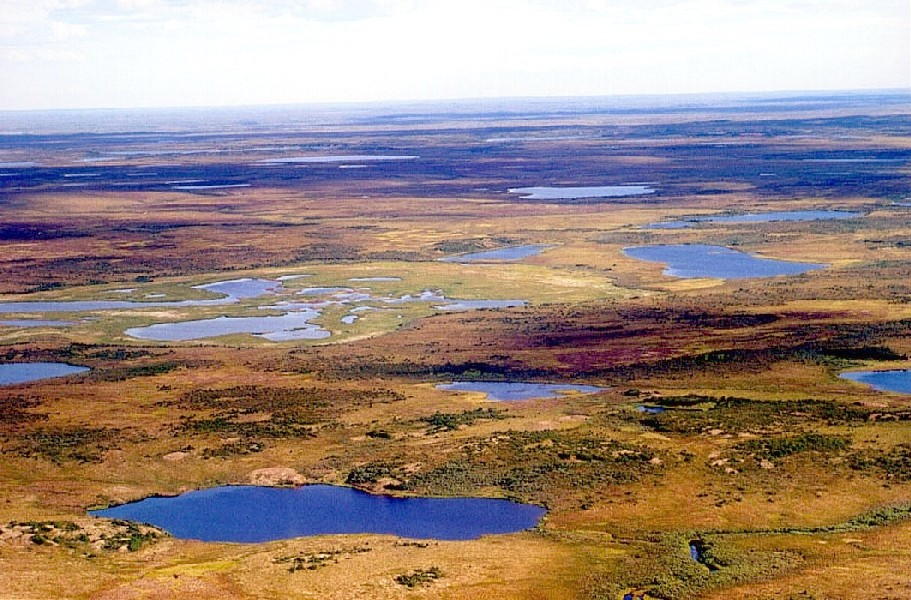
Paesaggio del Tajmyr

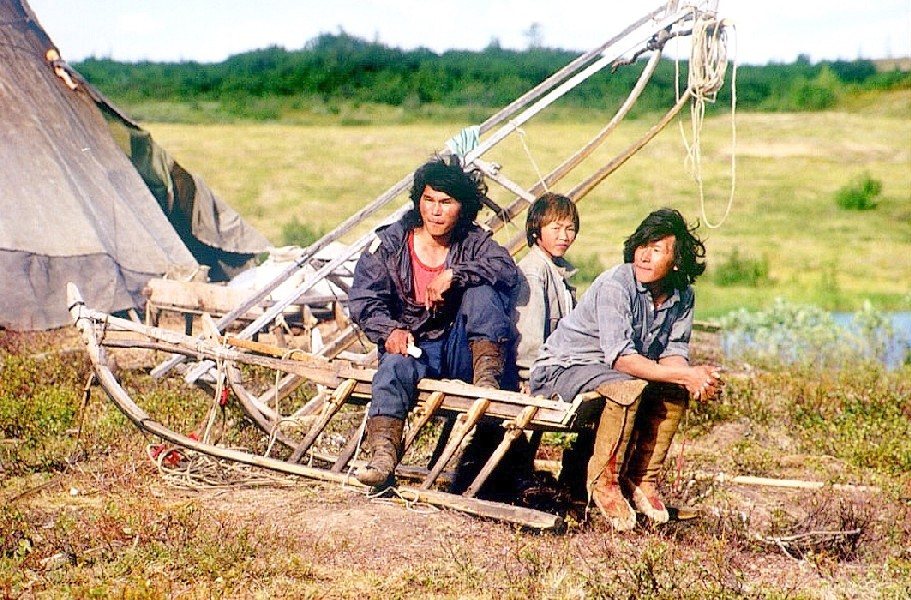
Nenci del Tajmyr

La penisola del Tajmyr (in russo Таймыр o Таймы́рский полуо́стров?, Tajmyr o Tajmyrskij poluostrov), nel nord della Siberia centrale (Russia), è una penisola che si protende nel Mar Glaciale Artico e si trova interamente oltre il circolo polare artico. La sua estremità settentrionale coincide con il punto più a nord di tutta la terraferma continentale della Terra (capo Čeljuskin, coordinate 77°43′22″N 104°15′21″E). Amministrativamente appartiene al Tajmyrskij rajon del territorio di Krasnojarsk, nel circondario federale della Siberia.
Parti della penisola sono comprese nella riserva naturale del Grande Artico, la più grande riserva naturale della Russia.

## Geografia
La penisola del Tajmyr è situata tra il golfo dello Enisej che si apre nel Mare di Kara e il golfo della Chatanga del Mare di Laptev. Con i suoi 400 000 km² è la più grande penisola della Russia. La sua lunghezza è di circa 1 000 km, la larghezza è di oltre 500 km.
I maggiori fiumi della regione sono lo Enisej che ne segna il confine occidentale, la Chatanga (al confine sud-orientale), la Pjasina e la Tajmyra (superiore e inferiore). Il maggiore lago è il lago Tajmyr; altri laghi sono il Portnjagino, il Kungasalach, il Labaz e il Kokora.
La parte nord della penisola, che culmina in capo Čeljuskin, costituisce la penisola Čeljuskin. Il confine meridionale è dato dalla sporgenza settentrionale dell'altopiano Putorana nel bassopiano Siberiano settentrionale. L'ossatura della penisola del Tajmyr è formata dai monti Byrranga, che si allungano per circa 1 200 km in direzione sud-ovest/nord-est raggiungendo, a nord del lago Tajmyr (alimentato dal fiume Tajmyra), un'altezza di 1 125 m. Compongono la penisola la pianura della Siberia settentrionale e quella lungo la costa del mare di Kara. Le zone di pianura sono quasi completamente disabitate e caratterizzate dai numerosi fiumi che vi scorrono, la vegetazione è quella tipica della tundra.
Lungo le coste, le maggiori insenature sono i golfi di Middendorff, della Pjasina, di Sims, del Tajmyr, di Tereza Klavenes, di Faddej e la baia di Maria Prončiščeva.
Molte isole del Mar Glaciale Artico si trovano lungo le coste della penisola del Tajmyr: l'isola di Sibirjakov, gli isolotti di Minin, l'arcipelago di Nordenskiöld, l'isola Tajmyr, le isole Komsomol'skaja Pravda, l'isola Bol'šoj Begičev. A settentrione della penisola, oltre capo Čeljuskin, si trova l'arcipelago della Severnaja Zemlja, che rappresenta la terra emersa più settentrionale di tutta la Siberia.

### Fauna

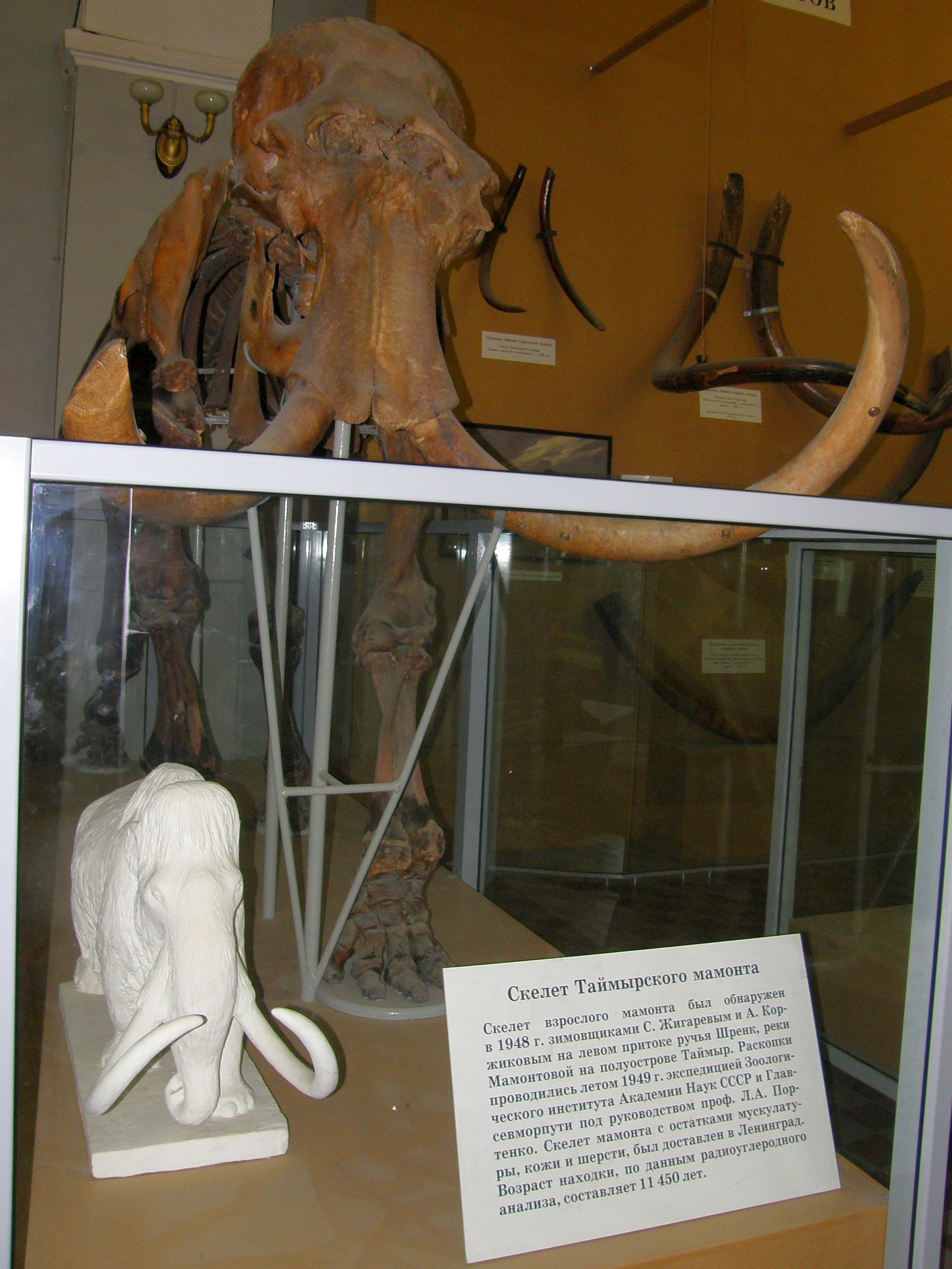
Il Tajmyrskij mammut

Nella regione vivono le renne, che sono alla base della cultura zootecnica delle popolazioni indigene del nord, e le pecore delle nevi (dette čubuk). A metà degli anni settanta del secolo scorso nel Tajmyr iniziò un esperimento di acclimatamento del bue muschiato che era vissuto qui in precedenza e si era estinto nel nord dell'Asia. Nel 2012, secondo alcune stime, c'erano circa 8.000 buoi muschiati nella tundra del Taimyr.
Tra i mammiferi presenti sulla penisola ci sono l'ermellino, il ghiottone, lo zibellino, la volpe artica e, sulla costa, l'orso polare; tra gli uccelli: oche, anatre, strolaghe, cormorani, falchi, la pernice bianca nordica e il gufo delle nevi.
Nei mari che circondano il Tajmyr si trova la foca dagli anelli, la foca barbata, il tricheco e il beluga. Tra i pesci: coregoni, storioni, taimen siberiani, Thymallinae e altri.
Nel 1948, non lontano dal fiume Šrenk (un affluente del fiume Tajmyra inferiore), fu trovato lo scheletro di un mammut lanoso, risalente a circa 11 500 anni fa, che fu chiamato Tajmyrskij mammut.

## Popolazione e clima
I maggiori centri abitati si trovano lungo i fiumi Enisej e Chatanga. La ragione si trova nelle difficili condizioni di collegamento via terra nei mesi estivi, durante i quali le zone di permafrost si scongelano in superficie formando un unico, immenso pantano. L'area è scarsamente popolata da genti di etnia nenec. Il più grande insediamento è il villaggio di Karaul (70°04′20″N 83°11′00″E).
I mesi invernali sono lunghi ed estremamente rigidi, i mesi estivi brevi, freschi e spesso caratterizzati da nebbia. La temperatura media del mesi di luglio non supera i 5 °C, restando anche attorno allo zero nelle zone più settentrionali, mentre le medie di gennaio scendono a -25/-30 °C.

## Storia

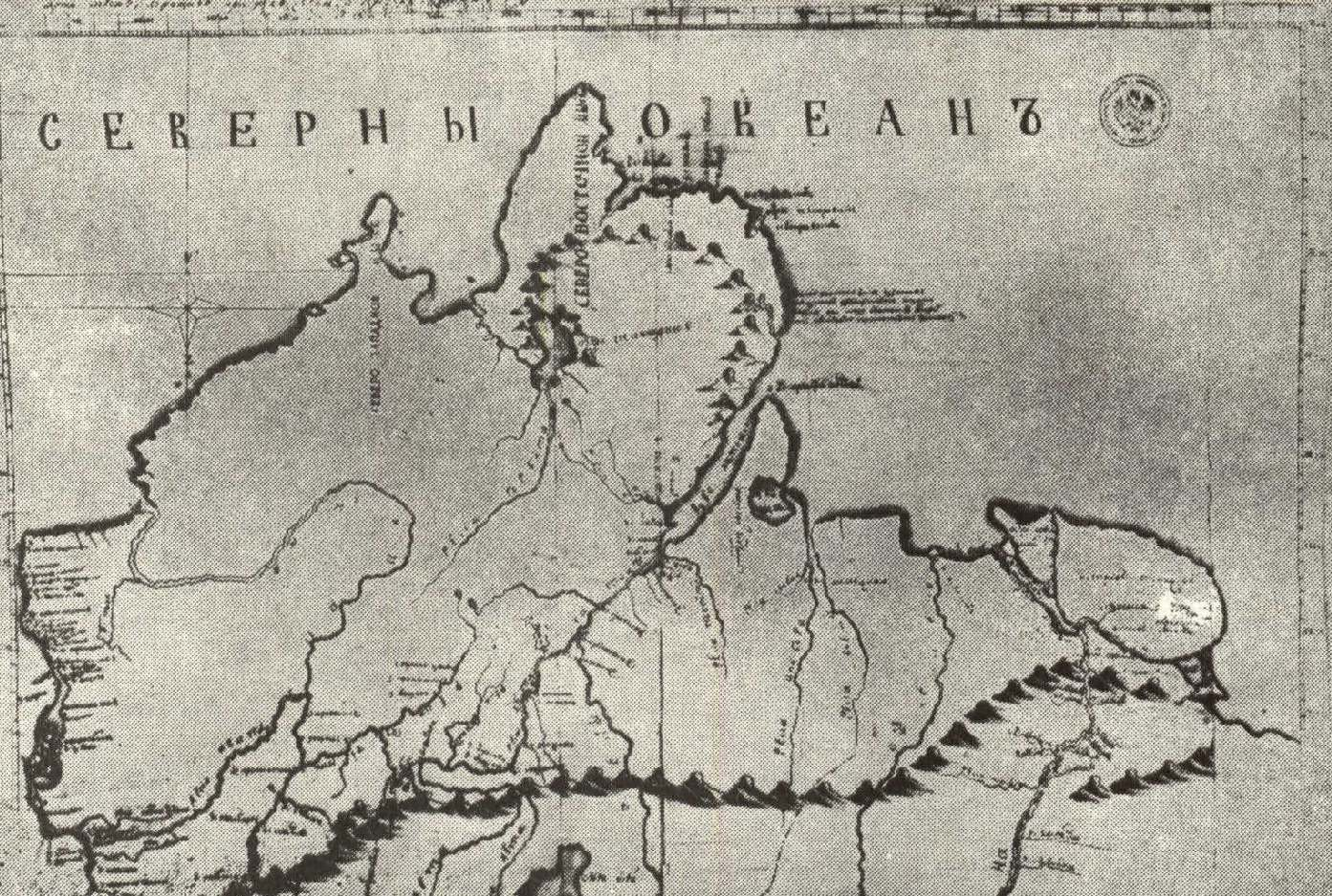
Mappa del Tajmyr fatta da Laptev nel 1742

Il Taimyr, a causa del clima rigido, rimase disabitato per lungo tempo, ma già nel tardo paleolitico (45.000 anni fa), durante il periodo interglaciale corrispondente allo stadio isotopico marino MIS 3, la penisola era abitata, come evidenziato dalla scoperta del mammut di Sopkarga, sul cui osso zigomatico i ricercatori rinvennero danni causati da una pesante lancia di cacciatori primitivi.
Alcuni autori hanno ipotizzato la coincidenza della penisola del Tajmyr, unitamente all'arcipelago della Severnaja Zemlja, con la leggendaria isola di Tazata, descritta da Plinio il Vecchio nella Naturalis historia.
In tempi storici, nel sud-est della penisola vivevano i tavgi, la tribù più occidentale degli jukaghiri, popolazione samoieda inclusa nei nganasani. Basandosi sui materiali del sito del Taimyr occidentale "Djuna III" (IX-XII secolo), Leonid P. Chlobystin ha potuto individuare la cultura Vožpaj che risale alla fine del primo millennio (IX-XIII secolo).
Durante la Grande spedizione del nord del 1736, Vasilij Prončiščev studiò la costa orientale della penisola dal golfo della Chatanga alla golfo di Faddej. La prima ricerca e mappatura geografica della penisola fu fatta da Chariton Prokof'evič Laptev (1739-1741). Nel 1741, Semën Čeljuskin continuò l'esplorazione della costa orientale e nel 1742 scoprì l'estrema punta settentrionale del Tajmyr che in seguito ricevette il suo nome: capo Čeljuskin. Laptev e Čeljuskin esplorarono la penisola su slitte trainata da cani, la rotta marittima rimaneva all'epoca inaccessibile. Solo nel 1878-1879, la spedizione di Nordenskiöld fu in grado di circumnavigare la penisola sulla nave Vega. Nel 1900-1901, la costa settentrionale del Tajmyr fu esplorata dalla spedizione del barone von Toll e nel 1903 dalla spedizione norvegese di Nansen. Poi, nel 1913, Boris Vil'kickij esplorò le coste orientali e settentrionali del Taimyr e scoprì lo stretto che lo separava dall'arcipelago Severnaja Zemlja.
La penisola di Tajmyr è stata anche indagata e descritta scientificamente dal ricercatore russo Alexander von Middendorf. Un grande contributo alla sua esplorazione geologica e topografica è stato dato da Nikolaj Urvancev e Nikifor Begičev.

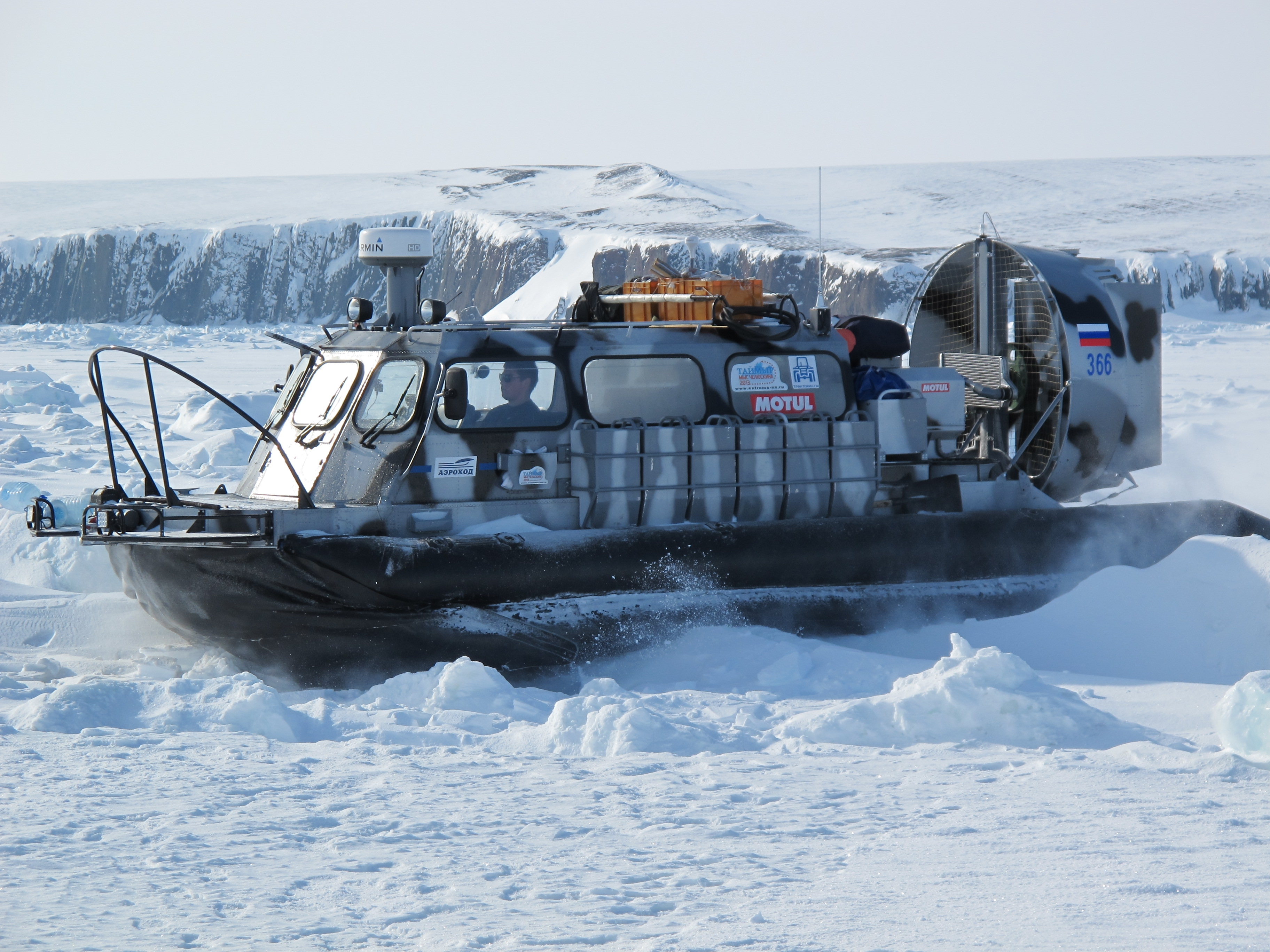
Spedizione nella penisola Tajmyr su due navi cuscino d'aria Hivus-10 aprile 2013